# エマルジョン燃料
エマルジョン燃料（エマルジョンねんりょう）は、燃料油（重油や灯油・軽油・廃油等）に水と界面活性剤を添加し、機械的に攪拌してオイル中に水を分散させた燃料である。ただし、添加剤を用いない場合でもエマルジョン燃料と呼ばれる。用途としてボイラー用に使用されるエマルジョン燃料とディーゼルエンジン用に使用されるエマルジョン燃料の二種類がある。使用燃料が大幅に削減され、燃料が削減された分だけCO2（二酸化炭素）が削減されるので環境に良い燃料として注目を浴びている。完全燃焼をするので空気量が相当量絞れる。それに伴い窒素酸化物や粒子状物質（PM）の発生も抑え、ボイラーや内燃機関が排出するガスがもたらす環境負荷を低減させる効果がある。

## 性状
A重油エマルジョン燃料の外見はカフェオーレ色、Ｃ重油エマルジョンは黒色、灯油・軽油エマルジョン燃料は乳白色の液体。本来は分離してしまう水粒子を油の膜層が界面活性剤を介在としてくるんでいる。
エマルジョン燃料の製造工程上、A重油と水を混合したエマルジョン燃料であればA重油の成分を含んだエマルジョン燃料になる。よって廃油であれば廃油の性質、C重油であればC重油の性質、灯油であれば灯油の性質、というようにエマルジョン燃料の性質は水と混合する燃料によって様々である。

### メカニズム
ボイラーで使用されるエマルジョン燃料は、エマルジョン燃料製造装置により、そのボイラーが従来使用していた油に水と界面活性剤を加えてエマルジョン燃料を製造して使用する。A重油を使用しているボイラーはA重油エマルジョンを製造して使用する。エマルジョン燃料はボイラー内でまず水を包んでいる油が燃焼し中の水が急激に沸騰して微爆発を起こす。微爆発を起こして微粒子化した燃料は空気との接触面積が3200倍に増えるので完全燃焼しやすくなる。また、燃料と水の比率が70：30のエマルジョン燃料の場合は、従来の100燃料に比べて燃料は70％なので理論空気量も70％に減らせる。完全燃焼しやすいので過剰空気量も少なくて済み、空気量は100％燃料に比べて40％～50％減らすことができる。空気量を大幅に減らせるのでエマルジョン燃料の燃焼ガスはボイラー内での滞留時間が大幅に伸びて熱交換率が上がり100燃料と同等の燃焼効果を実現する。
このエマルジョン燃料を内燃機関で着火させると、まず低沸点の水粒子が気化･蒸発する。その際、まわりを取り囲む油が飛散し、より細かい径の粒子となる。この油粒子は体積あたりの酸素と接する面積が大きくなり、局部的な不完全燃焼が少なくなるため燃焼効率が高まりPMの発生量が減少する。同時に、含有する水の影響で内燃機関の温度が比較的低温となることから、窒素酸化物の発生も抑えられる。水分比25%の軽油エマルジョン燃料でディーゼルエンジンを稼動させた実験では、軽油100%と比較して窒素酸化物排出量が60%減少、PMの発生量は90%まで低減された。これにより、排出ガスを浄化する装置への負荷減少にも効果がある。

### 燃焼効果
エマルジョン燃料は、水を包んでいる外側の油が燃え中の水が急激に沸騰して微爆発することにより微粒子化し、空気との接触面積が飛躍的に増加するために、理論空気量に近い空気量で完全燃焼をして燃焼効率が上がる。燃料の絶対量が減るため、空気量の絶対量もその分だけ減り、過剰空気も少なくて済むことから空気量が40％～50％と大幅に絞れるため、ボイラー内で冷たい外気を加温するために使用される無駄な熱エネルギーを削減できる。また、大きな熱エネルギーを持つ排気ガスがゆっくり排出されることになるため損失が減る効果がある。エマルジョン燃料は大きくはこの3つの要素により燃焼効果を出している。

## 現状
ボイラーの燃焼効率や環境負荷物質低減などに最も適した混合比率は、油分の種類や界面活性剤の選択なども条件にからんでおり、使用目的と使用環境により決定される。一般的には燃料：水は、70：30、75：25、80：20である。燃料削減率は20％～25％である。製造コストは5％～10％程度であり、実質的な効果は10％～15％であり、燃料費高騰の折から燃料費削減の有力な技術である。　　　　
また、ディーゼルでは、攪拌機についても内燃機関と直結させるための工夫が進んでおり、実用化で先行している工場での発電機などの据付型から、小型にしてトラクターなどのエンジンと一体化させる研究も行われている。
エマルジョン燃料製造装置は、10年前と比較し格段と進歩を遂げ、ボイラーでの不着火や失火は全くなくなっている。24時間自動運転する装置も市場で運用されており、高品質のエマルジョン燃料が確実に製造され20～25％の燃料費の削減とCO2やNOX（窒素酸化物）の削減、最近話題のPMの削減を実現する環境によい燃料として国連の排出権取引の低炭素実現の技術としても登録されている。
最近では、エマルジョン燃料製造装置を燃料消費者が購入するのではなく、エマルジョン燃料製造プラントにより製造されたエマルジョン燃料を購入して使用するという方式も始まっている。この方式では、中小の燃料消費者は一切の設備投資を必要とせずに燃料経費が削減でき、同時にCO2の削減等環境に寄与できることから注目されている。この方式は、長時間分離しない高品質のエマルジョン燃料が製造できるようになったことにより実現したものである。従来のエマルジョン燃料は、時間の経過とともに油水分離を起こしてしまう低品質なものだった。

### 技術進化と高品質エマルジョン燃料
燃料高騰とバイオエタノールの見直し議論が進む中で環境に良いエマルジョン燃料の再評価が進んでいる。従来のエマルジョン燃料の欠点は、時間の経過とともに油水分離が始まることであった。しかし、技術の進歩により油水分離を起こさないエマルジョン燃料の製造が可能となった。エマルジョン燃料は3ヶ月程度品質を保持するため貯蔵が可能となり燃料の配送が可能となった。

#### スーパー・エマルジョン燃料
2006年神奈川大学工学部田嶋和夫教授の乳化に界面活性剤を用いない三相乳化 (神奈川大学)技術の研究・開発により、国土交通省排出ガス規制をクリアする画期的な『スーパー・エマルション燃料』を開発し10〜15％の燃費向上、Nox等の有害物質排出大幅削減、PM値20分の１以下劇的削減達成したとされる。

## 品質要件
エマルジョン燃料は現状のボイラーを改造せず使用される。A重油エマルジョンはA重油ボイラーで使用され、灯油エマルジョンは灯油ボイラーで使用される。エマルジョン燃料をボイラーで良好な燃焼をさせるために要求されることは出来上がったエマルジョン燃料の粘性が低いことならびに水滴油中型（W/O）エマルジョンがしっかりとできていることの二点である。粘性が低い燃料は、ノズルからの噴霧状態がよく良好な燃焼が得られる。W/Oがしっかり出来ていないということは、本来のW/Oの逆である油滴水中型（O/W）が出来ていたり、W/OとO/Wが混在している状態であったりもしくは乳化が不完全で時間の経過とともに分離が始まるようなものであったりして良好な燃焼は得られない。エマルジョン燃料の製造方法は、製造装置の機能や界面活性剤の要不要も含め多岐にわたるが、ボイラーでの燃焼で安定して良好な燃焼が得られるエマルジョン燃料製造方法であるかが重要である。その評価方法としては、エマルジョン燃料製造後1~2週間静置して、分離して下層に水が出ないかどうか目視チェックしたり、燃焼して燃焼むらが発生したり鎮火しないかどうかチェックする方法が簡便なチェック方法である。詳細には、電子顕微鏡でチェックすると細かいチェックができる。製造直後の見た目で評価するとどれも同一に見えて誤った判断をする危険性があるので注意を要する。

## 主な用途
- ボイラー用 - 温水ボイラー、蒸気ボイラー、温風ボイラー
- ディーゼルエンジン用 - 船舶、自動車、自家発電、農業機械など

### 利用分野
- 農業用 - 花卉栽培ハウス、野菜栽培ハウス、果物栽培ハウス、しいたけ乾燥ハウス
- 水産業用 - 養鰻業、海苔製造業、水産加工業
- 商業用 - スーパー銭湯、温泉、ホテル、旅館
- 製造業 - 工場

### 大規模実証実験例
- 山形県東置賜郡川西町JAおきたま花卉栽培ハウス

山形県米沢市に建設されたエマルジョン燃料製造プラントから、3年間エマルジョン燃料を配達してもらい、アルストロメリア栽培のハウス3棟でA重油エマルジョン燃料を使用。生燃料使用の前年対比で大幅な燃料経費削減を実現。近隣のハウス栽培農家9件にエマルジョン燃料使用が拡大したが、12月～3月の4ヶ月に限られた利用であり、現在は実証試験は終了している。

### エマルジョン燃料利用例
エマルジョン燃料製造装置は、CO2削減と燃料費削減のために、ホテルや温泉の24時間稼動の給湯ボイラーの付帯設備として導入されている。